# Taksu Cheon
Taksu Cheon (全 卓樹, Zen Tasuku, né en 1958) est un physicien japonais connu pour son travail sur la théorie quantique des jeux (en) et les fondements de la mécanique quantique.

## Éducation
Diplômé de l'école supérieure de Kunitachi en 1976, il obtient son BSc en 1980, son MSc en 1982 et son PhD sous la direction d'Akito Arima en 1985, tous à l'université de Tokyo. Son sujet de thèse de doctorat relève du domaine de la physique nucléaire théorique.

## Carrière
En 1985, il est associé de recherche Yukawa à l'université d'Osaka. En 1986, il est professeur adjoint invité à l'université de Géorgie et en 1987 associé de recherche au collège Park de l'université du Maryland. En 1989, il a été nommé en tant que chercheur associé INS à l'université de Tokyo. Il est actuellement professeur de physique théorique à l'université de technologie de Kōchi au Japon.

## Référence
- (en) Cet article est partiellement ou en totalité issu de l’article de Wikipédia en anglais intitulé « Taksu Cheon » (voir la liste des auteurs).